# Карлов, Иван Иванович
Иван Иванович Карлов (27 июля 1953, Ленинград, РСФСР, СССР — 17 ноября 2021) — советский и российский музейный работник, историк искусства, кандидат философских наук, Главный хранитель Государственного Русского музея (1989—2017). Заслуженный работник культуры Российской Федерации (1996).

## Биография
Родился 27 июля 1953 года в Ленинграде. Получил высшее образование на кафедре истории искусства (1975) и в аспирантуре (1981) исторического факультета Ленинградского государственного университета. Кандидат философских наук (2007).
С 1975 года работал в Русском музее сначала научным сотрудником, затем — Учёным секретарём. В 1986—1989 гг. — заместитель главного редактора издательства «Аврора».
С 1989 года занимал должность Главного хранителя-заместителя директора Русского музея. С 2017 года — главный специалист по истории и теории хранительской и реставрационной работы Русского музея.
Организатор и участник различных Всероссийских и Международных научных конференций по проблемам искусствознания, реставрации и музейного строительства. В 1990—2000-е гг. председатель Организационного комитета Международной научно-практической конференции «Нерадовские чтения», посвящённой памяти П. И. Нерадовского — видного деятеля отечественной культуры, бывшего в 1909—1932 гг. хранителем художественных коллекций Русского музея. Член Организационного комитета ежегодной Международной научной конференции «Музеология — музееведение в XXI веке: проблемы изучения и преподавания» Санкт-Петербургского государственного университета. Член Общественно-редакционного совета научного журнала «Вопросы музеологии». Автор научных работ по актуальным проблемам современного музееведения: «Место художественного музея в возрождении русской духовности», «Музейные традиции и процессы модернизации», «Музей в пространстве современного социума», «Логика концептуализации пространства музея», «Пространство музея как предмет философского анализа» и др. Читал курсы лекций и преподавал музееведческие дисциплины в Санкт-Петербургском Гуманитарном университете профсоюзов и других профильных высших учебных заведениях.
Член Президиума Правления Союза творческих и музейных работников Санкт-Петербурга и Ленинградской области. В 2009—2014 гг. входил в состав Жюри конкурса «Музейный Олимп» — ежегодного соревнования музейных проектов, учрежденного Комитетом по культуре и Межведомственным музейным советом Санкт-Петербурга.
Скончался 17 ноября 2021 года. После себя оставил жену и дочь Анастасию.

## Вклад в развитие Русского музея

Визит В. В. Путина в Михайловский замок 20 февраля 2010 года. Слева направо: Е. Н. Петрова, В. В. Путин, В. И. Матвиенко, В. А. Гусев, И. И. Карлов

C 1989 года в течение двадцати восьми лет Карлов руководил в музее работой по государственному учёту, хранению и реставрации музейных предметов. В этот период основные фонды музея увеличились с 362 939 единиц хранения (по состоянию на 01.01.1988 г.) до 415 060 единиц хранения (по состоянию на 01.01.2018 г.) — прирост составил более 14 %.
В 1989—2017 гг. осуществлялась деятельность по развитию Русского музея как хранилища памятников отечественного изобразительного искусства и народного творчества. Среди реализованных проектов в этой области:
- компьютеризация процессов документирования учёта музейных предметов и введение в практику наукоёмких форм фондовой и реставрационной работы: первая версия учётной подсистемы КАМИС для отдела учёта экспонатов и отделов живописи внедрена в 1991 году;
- организация системы превентивного реставрационного наблюдения за хранящимися в музейных фондах и на экспозиции памятниками искусства;
- оптимизация работы по контролю и регулированию микроклимата и светового режима в музейных помещениях;
- создание многоуровневой системы обеспечения безопасности музейных коллекций, дворцов, территорий, посетителей и персонала, в частности: одним из результатов этой работы стало получение авторского патента № 91210, выданного в 2009 году Федеральной службой по интеллектуальной собственности, патентам и товарным знакам, на изобретение — модель передачи информации для охраны музейных ценностей (в соавторстве);
- освоение площадей новых объектов музейного комплекса (Строгановский дворец, Михайловский замок, Мраморный дворец, Михайловский сад) и проведение работ по модернизации фондовых, экспозиционных и других помещений в исторических музейных зданиях (Михайловский дворец, Флигель Росси, Корпус Бенуа). После включения в 2004 году в состав музея Летнего сада, Летнего дворца и Домика Петра I, в историческом центре Санкт-Петербурга появился грандиозный музейно-архитектурный ансамбль, демонстрирующий уникальное собрание шедевров архитектуры и искусства России.

В 1989—2017 гг. И. И. Карлов — председатель Реставрационного совета Русского музея. Под его руководством проведена реставрационная подготовка всех временных выставок. Среди них — ставшие известными не только в России, но и далеко за её пределами: «Город и горожане» (к 300-летию Петербурга), «Религиозный Петербург», «Бубновый валет», «Русский рисунок первой половины XIX века», «Пять веков русского искусства», «Врата тайн», «Великая утопия», «Казимир Малевич», «Агитация за счастье», «Парадный портрет в России», «Русский романтизм», «Побеждая время…(Реставрация произведений в Русском музее)», «Мир искусства», «Русский символизм», «Карл Брюллов» и многие др. Значительное внимание уделялось фундаментальной реставрации отдельных произведений, в том числе — шедеврам русского искусства: икона «Архангел Гавриил», серия картин «Смолянки» Д. Левицкого, «Портрет князя Куракина» В. Боровиковского, Зеркало" М.Шагала, «Озеро» И.Левитана, «Демон летящий» М.Врубеля, «Освобожденный человек» С.Коненкова, тихвинская икона XVI века «Преображение», «Последний день Помпеи» К.Брюллова и др.
И. И. Карлов — участник работы по выполнению решения Правительства Российской Федерации о комплексной реконструкции одного из самых известных образцов историко-культурного наследия Санкт-Петербурга — Летнего сада. По его инициативе и под его руководством в 2009—2011 годы осуществлялись не имеющие аналогов в мировой практике реставрация и последующее точное копирование итальянской скульптуры, украшавшей аллеи Летнего сада на протяжении 300 лет. Оригиналы, приобретённые Петром I, спасены от угрожавшей им гибели из-за агрессивного воздействия воздушной среды крупного мегаполиса и перемещены на постоянное музейное хранение в безопасные условия — в залы Михайловского замка. На их месте на садовой территории установлены выполненные по специально разработанной инновационной технологии копии из искусственного мрамора. В общей сложности в сжатые сроки были изготовлены 90 копий скульптур и 152 пьедестала. В 2012 году обновлённый Летний сад был открыт для посетителей. Результаты реставрации и копирования скульптурных памятников получили высокую оценку со стороны отечественных и зарубежных специалистов. Накопленный опыт используется в практике отечественных музейных учреждений.

## Почётные звания, награды, благодарности
- Заслуженный работник культуры Российской Федерации (1996)[2]
- Почётная грамота Правительства Российской Федерации (21 марта 1998) — за большой личный вклад в дело сохранения культурного наследия России и многолетний добросовестный труд[3]
- Благодарность Министра культуры Российской Федерации (1999)
- Медаль ордена «За заслуги перед Отечеством» II степени (2001)[4]
- Благодарность Министра культуры Российской Федерации (2001)[5]
- Медаль «В память 300-летия Санкт-Петербурга» (2003)[6]
- Медаль ордена «За заслуги перед Отечеством» I степени (2008)[7]
- Медаль МЧС России «За пропаганду спасательного дела» (2014)[8]
- Почётная грамота Президента Российской Федерации (2015)[9]

## Основные публикации
- Домье в русской и советской литературе (1890—1920-е годы). // Вестник Ленинградского университета. — 1977. -N 20.
- Биография художника как искусствоведческое исследование в русской и советской историографии зарубежного искусства XIX века (1890—1930 гг.). // Проблемы искусствознания и художественной критики: Межвузовский сборник. Отв. ред. Н.Н Калитина. — Л.: Изд-во лгу, 1982.
- Возрастание роли художественных музеев в идейно-эстетическом воспитании трудящихся и учёба музейных кадров. // Всесоюзная конференция-семинар музейных сотрудников «Решения XXVI Съезда КПСС и задачи научной пропаганды искусства в художественных музеях Советского Союза». — Ереван, l982.
- Место художественного музея в возрождении русской духовности. // Образование в процессе гуманизации современного мира: IV Международные Лихачёвские чтения, 20 — 21 мая 2004 года. — СПб.: СПбГУ, 2004.
- Управление развитием художественного музея на основе нравственно эстетических ценностей. // Менеджмент XXI века: управление развитием. Материалы V международной научно-практической конференции, 14-15 апреля 2005 года. — СПб.: ООО «Книжный дом», 2005.
- «Культурный туризм» и создание нравственно-эстетического образа современной России. // Музей и проблемы «культурного туризма». Материалы третьего Круглого стола в Государственном Эрмитаже, 28 апреля 2005 года. СПб.: Издательство Государственного Эрмитажа. 2005.
- Музейные традиции и процессы модернизации. // Культура и глобальные вызовы мирового развития: V Международные Лихачёвские чтения, 19 — 20 мая 2005 года. — СПб.: СПбГУ, 2005.
- Музей в пространстве современного социума. // Материалы Международной научно-практической конференции «Экономика, государство и общество в XXI веке» в рамках Румянцевских чтений. — М.: Изд-во РГТЭУ, 2006.
- Логика концептуализации пространства. музея. // Материалы Международной научно-практической конференции «Национальные традиции в экономике, торговле, политике и культуре» в рамках Васильевских чтений. М.: Изд-во РГТЭУ, 2006.
- Пространство музея как предмет философского анализа. // Материалы спецкурса для научных сотрудников художественных музеев РФ — участников семинаров по обмену опытом. — СПб.: ИД «Петрополис», 2006.
- Основные направления искусства второй половины XX века. // Материалы Всероссийской конференции «Стратегия этической и эстетической рефлексии», 18 — 19 ноября 2005 года. — СПб.: СПбГУ. 2006.
- Музейное пространство и формирование духовно-культурной идентичности современной России. // Диалог культур и цивилизаций в современном мире: VII Международные Лихачёвские чтения, 24 — 25 мая 2006 года. — СПб.: СПбГУ, 2007.
- Современная музейная культура и проблемы модернизации музейного дела.// День знаний в Университете, I сентября 2009 года. Вып. 15. — СПб.: СПбГУ, 2009.
- Музей и церковь: диалог вместо конфронтации. // День знаний в Университете, I сентября 2016 года. Вып. 22. — СПб.: СПбГУ, 2016.